# Bazel-probleem
Het Bazel-probleem is een beroemd probleem uit de getaltheorie, een deelgebied van de wiskunde. Het Bazel-probleem werd voor het eerst in 1644 door Pietro Mengoli aan de orde gesteld en bijna honderd jaar later, in 1735, door Leonhard Euler opgelost. Het probleem is naar de stad Bazel genoemd, de thuisstad van zowel Euler als de familie Bernoulli. Diverse Bernoulli's waren er eerder niet in geslaagd dit probleem op te lossen. Gezien het feit dat het probleem drie generaties lang, ook door de vooraanstaande wiskundigen, niet kon worden opgelost, bracht zijn bewijs Euler op zijn achtentwintigste ogenblikkelijke roem. Door gebruik te maken van reeksontwikkelingen gaf Euler een oplossing, waarmee meer kan worden bewezen dan alleen het Bazel-probleem. Zijn ideeën werden meer dan honderd jaar later, in 1859, door Bernhard Riemann opgepakt en verder uitgewerkt in zijn artikel Über die Anzahl der Primzahlen unter einer gegebenen Größe, Over het aantal priemgetallen kleiner dan een gegeven getal, waarin Riemann de riemann-zèta-functie definieerde en tevens de basale eigenschappen van deze zèta-functie bewees.
Het Bazel-probleem vraagt naar de sommatie van de multiplicatieve inversen van de kwadraatgetallen, dat wil zeggen de som van de reeks, maar ook naar het bewijs dat deze som correct is.
{\displaystyle \sum _{n=1}^{\infty }{\frac {1}{n^{2}}}=\lim _{n\to \infty }\left({\frac {1}{1^{2}}}+{\frac {1}{2^{2}}}+\ldots +{\frac {1}{n^{2}}}\right)}
Deze reeks is bij benadering gelijk aan 1,644 934. Euler slaagde er in 1735 voor een deel in te bewijzen dat:
{\displaystyle \sum _{n=1}^{\infty }{\frac {1}{n^{2}}}={\frac {\pi ^{2}}{6}}},
maar gaf in 1741 alsnog een volledig bewijs.
Er worden in het artikel twee bewijzen gegeven, het eerste van Leonhard Euler en een tweede recenter bewijs uit 1954.
De reeksontwikkeling van de sinus is:
{\displaystyle \sin(x)=x-{\frac {x^{3}}{3!}}+{\frac {x^{5}}{5!}}-{\frac {x^{7}}{7!}}+\ldots }
Door te delen door {\displaystyle x} krijgt men
{\displaystyle {\frac {\sin(x)}{x}}=1-{\frac {x^{2}}{3!}}+{\frac {x^{4}}{5!}}-{\frac {x^{6}}{7!}}+\ldots }
Nu zijn de nulpunten van deze functie precies de gehele veelvouden van {\displaystyle \pi }, dus de punten {\displaystyle x=n\ \pi } voor {\displaystyle n\in \mathbb {Z} }
Door de reeks uit te drukken als het product van lineaire factoren die worden bepaald door de wortels, net zoals voor eindige polynomen, ontstaat:
{\displaystyle {\begin{aligned}{\frac {\sin(x)}{x}}&{}=\left(1-{\frac {x}{\pi }}\right)\left(1+{\frac {x}{\pi }}\right)\left(1-{\frac {x}{2\pi }}\right)\left(1+{\frac {x}{2\pi }}\right)\left(1-{\frac {x}{3\pi }}\right)\left(1+{\frac {x}{3\pi }}\right)\cdots \\&{}=\left(1-{\frac {x^{2}}{\pi ^{2}}}\right)\left(1-{\frac {x^{2}}{4\pi ^{2}}}\right)\left(1-{\frac {x^{2}}{9\pi ^{2}}}\right)\ldots \end{aligned}}}
Uitvermenigvuldigen van dit product geeft voor de coëfficiënt van {\displaystyle x^{2}}:
{\displaystyle -\left({\frac {1}{\pi ^{2}}}+{\frac {1}{4\pi ^{2}}}+{\frac {1}{9\pi ^{2}}}+\ldots \right)=-{\frac {1}{\pi ^{2}}}\sum _{n=1}^{\infty }{\frac {1}{n^{2}}}}
In de oorspronkelijke ontwikkeling van {\displaystyle \sin(x)/x} is de coëfficiënt van {\displaystyle x^{2}} gelijk is aan −1/(3!) = −1/6. Uit het gelijkstellen van deze twee coëfficiënten volgt:
{\displaystyle -{\frac {1}{6}}=-{\frac {1}{\pi ^{2}}}\sum _{n=1}^{\infty }{\frac {1}{n^{2}}}}
of ook:
{\displaystyle \sum _{n=1}^{\infty }{\frac {1}{n^{2}}}={\frac {\pi ^{2}}{6}}}

## Verband met de riemann-zèta-functie
De riemann-zèta-functie {\displaystyle \zeta (s)} is een belangrijke functie in de wiskunde, vanwege het verband met de verdeling van de priemgetallen. De functie wordt voor elk complex getal {\displaystyle s} met reëel deel groter dan 1 gedefinieerd als:
{\displaystyle \zeta (s)=\sum _{n=1}^{\infty }{\frac {1}{n^{s}}}}
Voor {\displaystyle s=2} is dus:
{\displaystyle \zeta (2)=\sum _{n=1}^{\infty }{\frac {1}{n^{2}}}={\frac {1}{1^{2}}}+{\frac {1}{2^{2}}}+{\frac {1}{3^{2}}}+{\frac {1}{4^{2}}}+\ldots ={\frac {\pi ^{2}}{6}}\approx 1{,}644934}
Dat de reeks convergent is, kan worden bewezen met de onderstaande ongelijkheid:
{\displaystyle \sum _{n=1}^{N}{\frac {1}{n^{2}}}<1+\sum _{n=2}^{N}{\frac {1}{n(n-1)}}=1+\sum _{n=2}^{N}\left({\frac {1}{n-1}}-{\frac {1}{n}}\right)=1+1-{\frac {1}{N}}\;{\stackrel {N\to \infty }{\longrightarrow }}\;2}
Dit geeft een bovengrens: {\displaystyle \zeta (2)<2}, en omdat de reeks alleen positieve termen heeft, moet deze wel convergeren. Het kan worden aangetoond dat {\displaystyle \zeta (s)} een mooie uitdrukking in termen van de bernoulligetallen heeft, als {\displaystyle s} een positief even getal is. Met {\displaystyle s=2n}:
{\displaystyle \zeta (2n)={\frac {(2\pi )^{2n}(-1)^{n+1}B_{2n}}{2\cdot (2n)!}}}
Daaruit volgt ook:
{\displaystyle \zeta (2)=\pi ^{2}B_{2}={\frac {\pi ^{2}}{6}}}

## Bewijs
Het bewijs gaat terug op Augustin Louis Cauchy. Het hier gegeven bewijs verscheen in 1954 in het boek Non-Elementary Problems in an Elementary Exposition van Akiva en Isaak Yaglom en werd later, in 1982, in het tijdschrift Eureka opgenomen, waarin het aan John Scholes werd toegeschreven. Scholes zegt dat hij het bewijs leerde van Peter Swinnerton-Dyer, maar dat het bewijs hoe dan ook deel uitmaakte van de "gemeenschappelijke kennis in het Cambridge van de late jaren 1960".
De gedachte achter het bewijs is het opsluiten van de partiële sommen
{\displaystyle \sum _{n=1}^{m}{\frac {1}{n^{2}}}={\frac {1}{1^{2}}}+{\frac {1}{2^{2}}}+\ldots +{\frac {1}{m^{2}}}}
tussen twee uitdrukkingen die beiden in de limiet naar {\displaystyle \pi ^{2}/6} gaan.
Zij {\displaystyle x} een reëel getal met {\displaystyle 0<x<{\tfrac {\pi }{2}}}, en {\displaystyle n} een oneven natuurlijk getal. Volgens de stelling van De Moivre geldt:
{\displaystyle {\frac {\cos(nx)+i\sin(nx)}{(\sin x)^{n}}}={\frac {(\cos x+i\sin x)^{n}}{(\sin x)^{n}}}=\left({\frac {\cos x+i\sin x}{\sin x}}\right)^{n}=(\cot x+i)^{n}}
Met het binomium van Newton volgt:
{\displaystyle (\cot x+i)^{n}={n \choose 0}\cot ^{n}x+{n \choose 1}(\cot ^{n-1}x)i+\ldots +{n \choose {n-1}}(\cot x)i^{n-1}+{n \choose n}i^{n}=}
{\displaystyle =\left({n \choose 0}\cot ^{n}x-{n \choose 2}\cot ^{n-2}x\pm \ldots \right)+i\left({n \choose 1}\cot ^{n-1}x-{n \choose 3}\cot ^{n-3}x\pm \ldots \right)}
Vergelijken van de imaginaire delen van beide uitdrukkingen geeft:
{\displaystyle {\frac {\sin(nx)}{(\sin x)^{n}}}={n \choose 1}\cot ^{n-1}x-{n \choose 3}\cot ^{n-3}x\pm \ldots }
Neem {\displaystyle n=2m+1} en {\displaystyle x_{r}={\frac {r\pi }{2m+1}}} voor {\displaystyle r=1,2,\ldots ,m}. Dan is {\displaystyle nx_{r}} een veelvoud van {\displaystyle \pi } en dus een nulpunt van de sinus, zodat voor iedere {\displaystyle r=1,2,\ldots ,m}:
{\displaystyle 0={{2m+1} \choose 1}\cot ^{2m}x_{r}-{{2m+1} \choose 3}\cot ^{2m-2}x_{r}\pm \ldots +(-1)^{m}{{2m+1} \choose {2m+1}}}
De getallen {\displaystyle x_{1},\ldots ,x_{m}} zijn verschillend van elkaar en liggen in het interval {\displaystyle (0,\pi /2)}. Aangezien de functie {\displaystyle \cot ^{2}x} injectief is op dit interval, zijn ook de getallen {\displaystyle t_{r}=\cot ^{2}x_{r}} voor {\displaystyle r=1,2,\ldots ,m} van elkaar verschillend en dus de wortels van het {\displaystyle m}-de-graadspolynomoom:
{\displaystyle p(t)={{2m+1} \choose 1}t^{m}-{{2m+1} \choose 3}t^{m-1}\pm \ldots +(-1)^{m}{{2m+1} \choose {2m+1}}}
Met een van de formules van Viète kan de som van de wortels direct bepaald worden uit de eerste twee coëfficiënten van het polynoom:
{\displaystyle \cot ^{2}x_{1}+\cot ^{2}x_{2}+\ldots +\cot ^{2}x_{m}={\frac {\binom {2m+1}{3}}{\binom {2m+1}{1}}}={\frac {2m(2m-1)}{6}}}
en met de substitutie {\displaystyle \csc ^{2}x=\cot ^{2}x+1} volgt ook:
{\displaystyle \csc ^{2}x_{1}+\csc ^{2}x_{2}+\ldots +\csc ^{2}x_{m}={\frac {2m(2m-1)}{6}}+m={\frac {2m(2m+2)}{6}}}
Nu geldt op het interval {\displaystyle (0,\pi /2)}: 
{\displaystyle \cot ^{2}x<{\frac {1}{x^{2}}}<\csc ^{2}x}
zodat:
{\displaystyle {\frac {2m(2m-1)}{6}}<\left({\frac {2m+1}{\pi }}\right)^{2}+\left({\frac {2m+1}{2\pi }}\right)^{2}+\ldots +\left({\frac {2m+1}{m\pi }}\right)^{2}<{\frac {2m(2m+2)}{6}}}
of na vermenigvuldiging met {\displaystyle (\pi /(2m+1))^{2}}:
{\displaystyle {\frac {\pi ^{2}}{6}}\left({\frac {2m}{2m+1}}\right)\left({\frac {2m-1}{2m+1}}\right)<{\frac {1}{1^{2}}}+{\frac {1}{2^{2}}}+\ldots +{\frac {1}{m^{2}}}<{\frac {\pi ^{2}}{6}}\left({\frac {2m}{2m+1}}\right)\left({\frac {2m+2}{2m+1}}\right)}
Met toenemende {\displaystyle m} naderen zowel de onder- als de bovengrens naar {\displaystyle \pi ^{2}/6}, zodat volgens de insluitstelling
{\displaystyle \zeta (2)=\sum _{k=1}^{\infty }{\frac {1}{k^{2}}}=\lim _{m\to \infty }\left({\frac {1}{1^{2}}}+{\frac {1}{2^{2}}}+\ldots +{\frac {1}{m^{2}}}\right)={\frac {\pi ^{2}}{6}}}